# سیارک ۱۱۵۴
سیارک ۱۱۵۴ (به انگلیسی: 1154 Astronomia، نامگذاری:1927CB) هزار و صد و پنجاه و چهارمین سیارک کشف شده‌است که در ۸ فوریه ۱۹۲۷ و در هایدلبرگ کشف شد.
قدر مطلق سیارک برابر ۱۰٫۵۱ است.